# Polytolypa
Polytolypa é um gênero monotípico de fungos que contém a única espécie Polytolypa hystricis. Inicialmente classificado na família Onygenaceae [en], desde 2008 é considerado parte da Ajellomycetaceae, embora ainda haja incertezas quanto às suas relações filogenéticas com outros gêneros semelhantes. Esta espécie é conhecida apenas por um único espécime cultivado em laboratório a partir de fezes de Erethizon dorsatum coletadas em Ontário, Canadá. Polytolypa hystricis contém compostos bioativos com atividade antifúngica.

## Taxonomia, filogenia e nomenclatura

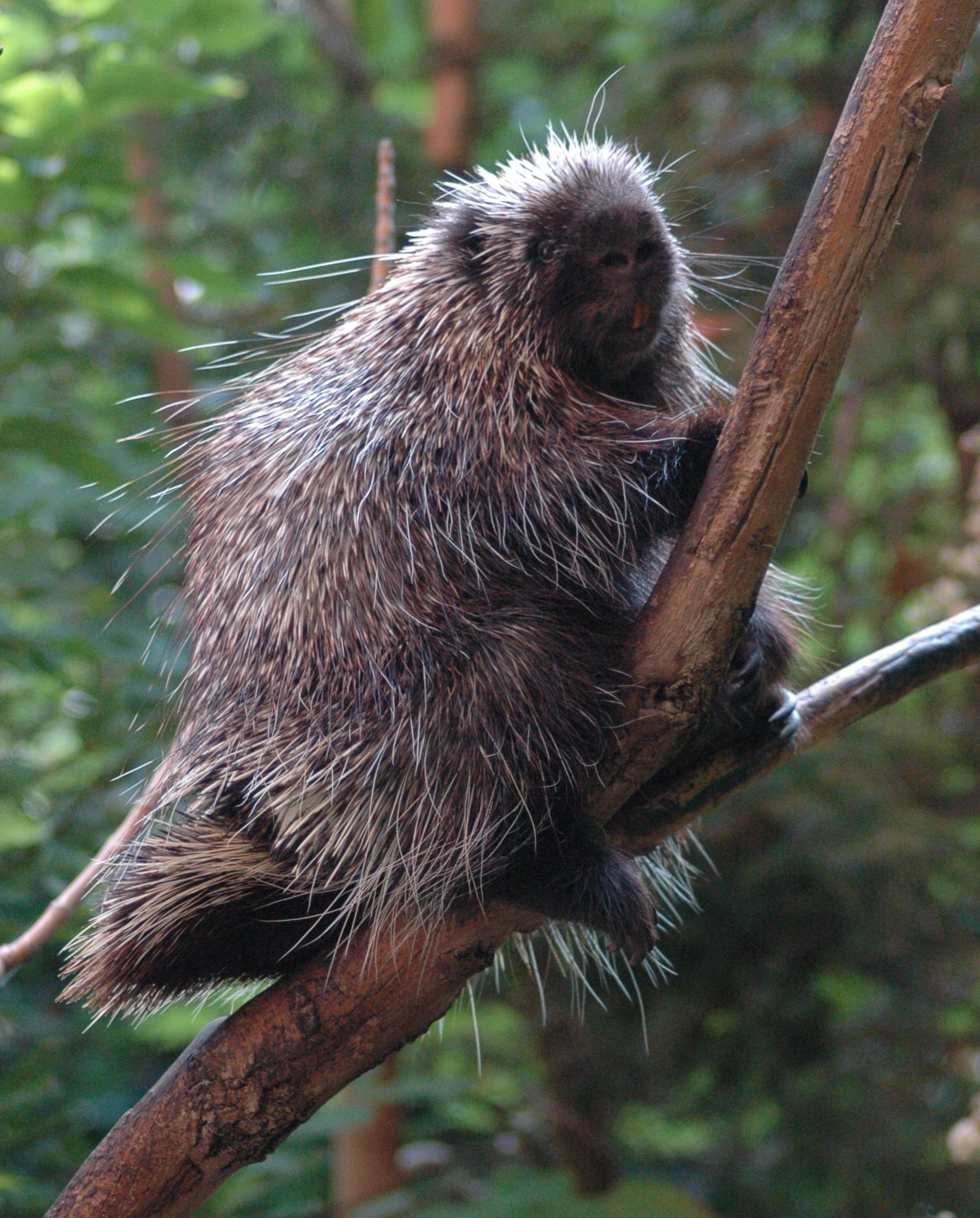
Polytolypa hystricis foi inicialmente cultivado a partir de fezes de Erethizon dorsatum (na imagem)

O gênero foi descrito em 1993 pelos micologistas da Universidade de Toronto, J.A. Scott e D.W. Malloch, que cultivaram o fungo em câmaras úmidas com fezes de Erethizon dorsatum coletadas em Stoneleigh, Ontário, Canadá. O nome genérico Polytolypa deriva das palavras em grego poly (πολυ), que significa "muitos", e tolype (τολυπη), que significa "novelo de fio". O epíteto específico hystricis vem do grego hystrix (υστριξ), que significa "porco-espinho".
O gênero foi classificado na família Onygenaceae, uma família de fungos caracterizada por espécies capazes de digerir cabelo humano in vitro e com esporos que apresentam pequenas perfurações na superfície quando observados com microscópio eletrônico de varredura. No entanto, Scott e colegas demonstraram, por meio de testes laboratoriais tradicionais para atividade queratinolítica, que P. hystricis não é capaz de digerir cabelo. Ainda há incerteza sobre suas relações filogenéticas com outros gêneros semelhantes. Acredita-se que Polytolypa seja evolutivamente mais próximo dos gêneros Malbranchea e Spiromastix [en]. O agrupamento de Polytolypa e Spiromastix forma um grupo irmão do clado Ajellomyces, com base em análises de sequências parciais de LSU nuclear. Contudo, a filogenética de Polytolypa permanece incerta e requer mais estudos. A 10ª edição do Dictionary of the Fungi (2008) considera o gênero parte da família Ajellomycetaceae, embora a incerteza com essa classificação seja indicada na entrada; em contraste, o banco de dados micológico online MycoBank classifica o gênero na família Onygenaceae.

## Descrição
As estruturas reprodutivas contendo ascos, ou ascocarpos, são corpos esféricos minúsculos, com diâmetro geralmente entre 200 e 400 μm. Inicialmente brancos, tornam-se gradualmente marrons-alaranjados na maturidade. Os ascocarpos, que podem estar agrupados ou dispersos, crescem em uma fina camada de "pelos" (na verdade, micélios fúngicos) chamada tomento. Os ascocarpos possuem "apêndices" compostos por numerosas hifas espiraladas, por vezes ramificadas, que se enrolam de 3 a 15 vezes.
Os ascósporos produzidos por Polytolypa são elipsoidais, de cor amarela a amarelo-alaranjada, com dimensões de 2,5–5 por 3–4 μm. Sob microscópio óptico, suas superfícies parecem lisas, mas a microscopia eletrônica de varredura revela que são densamente marcadas por pequenas perfurações e pequenas projeções duras e pontiagudas. As estruturas que produzem os ascósporos são chamadas ascos. Em Polytolypa, eles são numerosos, esféricos e medem 9–10 por 12–13 μm. Cada asco contém oito ascósporos, que são liberados quando o asco se dissolve na maturidade. A forma anamorfa (forma assexual do fungo) assemelha-se ao gênero Chrysosporium [en].

## Habitat e distribuição
Polytolypa hystricis é conhecido apenas a partir de fezes de Erethizon dorsatum. As tocas de porcos-espinhos acumulam camadas espessas de fezes ricas em nutrientes, pelos e urina, que são degradadas por uma sucessão ecológica de fungos. Esses fungos são disseminados por artrópodes (como insetos) ou pelos próprios porcos-espinhos.

## Compostos bioativos
A química analítica revelou que Polytolypa hystricis contém um composto triterpenoide único, além de dois compostos previamente conhecidos como metabólitos do fungo Gremmeniella abietina. Tanto o composto triterpenoide quanto um dos compostos previamente identificados apresentam atividade antifúngica "moderada" contra a espécie Ascobolus furfuraceous, enquanto o composto triterpenoide sozinho pode inibir o crescimento de Candida albicans.